# Asaccus arnoldi
Asaccus arnoldi — вид геконоподібних ящірок родини Phyllodactylidae. Ендемік Оману. Описаний у 2017 році. Вид названий на честь британського герпетолога Едвіна Ніколаса Арнольда.

## Опис
Гекон Asaccus arnoldi є найменшим представником свого роду, довжина його тіла (не враховуючи хвоста) становить менш ніж 33,6 мм.

## Поширення і екологія
Вид поширений в горах Хаджар на північному заході Оману. Типова місцевість знаходиться у Ваді Бані Халід, на висоті 647 м над рівнем моря.